# Cherry megye
Cherry megye az Amerikai Egyesült Államokban, azon belül Nebraska államban található. Megyeszékhelye és legnagyobb városa Valentine. Lakosainak száma 5455 fő (2020. április 1.). Cherry megye Bennett, Todd, Tripp, Brown, Keya Paha, Blaine, Grant, Thomas, Hooker, Sheridan és Oglala Lakota megyékkel határos.

## Népesség
A megye népességének változása:
| Lakosok száma | 5718 | 5745 | 5743 | 5788 | 5848 | 5455 |
|               | 2010 | 2011 | 2012 | 2013 | 2015 | 2020 |